# أليكس بليدجير
أليكس بليدجير (بالإنجليزية: Alex Pledger) مواليد 27 مارس 1987 في نيوزيلندا، هو لاعب كرة سلة نيوزلندي. بدأ مسيرته الاحترافية في سنة 2009. يلعب مع ساوثلاند شاركز في الدوري النيوزيلندي لكرة السلة كلاعب وسط. يحمل الرقم 35. لعب مع نيو زيلاند بريكرز وساوثلاند شاركز.

## سجل المنافسة
شارك في المنافسات التالية:
- بطولة أمم أوقيانوسيا لكرة السلة 2009
- بطولة أمم أوقيانوسيا لكرة السلة 2011
- بطولة أمم أوقيانوسيا لكرة السلة 2013

## روابط خارجية
- أليكس بليدجير على موقع الاتحاد الدولي لكرة السلة (الإنجليزية)
- أليكس بليدجير على موقع كرة السلة الأوروبية.كوم (الإنجليزية)
- أليكس بليدجير على موقع كلية كرة السلة في سبورتس رفرنس.كوم (الإنجليزية)
- أليكس بليدجير على موقع ريلجم (الإنجليزية)
- أليكس بليدجير على موقع بروبوليرز (الإنجليزية)
- أليكس بليدجير على موقع سبورتس رفرنس (الإنجليزية)